# Crkva sv. Vita na Gretvi, Stari Bar
Crkva sv. Vita je katolička crkva (danas se smatra kapelom na groblju) u naselju Gretva, Stari Baru, Crna Gora. Pripada Barskoj nadbiskupiji. Podigao ju je nadbiskup barski i primas Srbije Šimun Milinović i u njoj je pokopan. Iznad ulaznih vrata je kameni natpis na kojem piše da je nadbiskup Milinović dao sagraditi crkvu i groblje. Crkva je posvećena svetom mučeniku Vidu, a u lokalnom govoru se on naziva i Vit, kao i Vić. 2019. godine, Jasmin Safetović (31.), Robert Dreković (26.) i Vahid Bajramovića (43) su ukrali zvono sa zvonika ove crkve, kao i s još 3 crkve, još jedne katoličke (Katedrala Bezgrešnog začeća Blažene djevice Marije na Gretvi, Stari Bar) i dvije pravoslavne (Crkva sv. Neđelje u Baru i crkva sv. Jovana u Barskoj tvrđavi). Na groblju su pokopani nadbiskup Aleksandar Tokić i svećenik Josip Dević. Nadgrobni tekstovi nekih katolika su ispisani ćirilicom, a na groblju su pokopani i neki stranci, koji su svoj život završili u Baru.